# Solange Lwashiga Furaha
Solange Lwashiga Furaha, née le 16 avril 1969 dans la Province du Sud-Kivu, est une militante des droits humains et des droits des femmes en République démocratique du Congo.

## Biographie
Solange Lwashiga Furaha, naît le 16 avril 1969 dans le territoire insulaire d’Iji au milieu du lac Kivu dans  la Province du Sud-Kivu. Elle est la cadette d'une famille de huit enfants. Elle suit ses études primaires d'abord à l’EP Lweza, puis à l’EP Bupemta, une école catholique où elle obtient son certificat de l’école primaire. Elle rejoint l’Institut Karhanda puis le Lycée Wima à Bukavu.

## Carrière
Solange Furaha fait ses études à l'Institut pédagogique de Bukavu, où elle obtient un baccalauréat en pédagogie au département de la culture africaine.
Furaha est enseignante dans le secondaire pendant plus de dix ans, avant de devenir membre puis secrétaire exécutive du Caucus des Femmes Congolaises du Sud-Kivu pour la Paix, partenaire d'International Alert en RDC depuis 2003,.
En 2014, Furaha participe à Beauty in the Middle: Women of Congo Speak Out. Elle est le point de contact national de Rien sans les femmes et pense que ce n'est qu'en veillant à ce que les femmes soient incluses dans tous les pourparlers de paix que la RD Congo trouvera un jour la paix.
Elle milite pour la parité en politique. Elle participe au mouvement Rien sans les femmes créé en  2015, qui souhaite une participation égalitaire des hommes et des femmes dans les instances de prise de décision. En 2023, ce mouvement est présent dans 14 provinces de RDC. En 2018, elle s'exprime au conseil de sécurité de l'ONU au sujet de la participation des femmes au processus électoral en RDC ; si les femmes sont plus nombreuses qu'auparavant en tant que militantes ou observatrices, seuls 15 % des candidats aux élections sont des femmes,.
En juillet 2023, Solange Furaha, avec le Caucus des Femmes Congolaises du Sud-Kivu pour la Paix, a organisé une session d'information auprès de femmes potentiellement candidates aux élections se familiarisent avec le système électoral en RDC.

## Récompense
En 2021 elle reçoit le prix « Égalité des sexes en Afrique »  à la Conférence de Kinshasa, sur l'égalité des sexes en Afrique,.